# Jagannath
Jagannatha (em oriá: ଜଗନ୍ନାଥ, romanizado: Jagannātha, lit. 'Senhor do Universo'; outrora, em inglês: Juggernaut) é uma divindade adorada nas tradições regionais hindus na Índia como parte de uma tríade junto com seu irmão (de Krishna), Balabhadra, e sua irmã, Subhadra. Jagannath, dentro do hinduísmo oriá, é o deus supremo, Purushottama, e o Para Brahman. Para a maioria dos hindus vaishnavas, particularmente os krishnaístas, Jagannath é uma representação abstrata de Krishna, às vezes como o avatar de Vishnu.
Para alguns hindus shaivistas e shaktistas, ele é uma forma tântrica de Bhairava, uma manifestação feroz de Shiva associada à aniquilação.
O jagannathismo (também conhecido como vaishnavismo oriá) — o setor particular de Jagannath como uma divindade principal — surgiu no início da Idade Média e mais tarde tornou-se uma tradição regional independente centrada no templo do krishnaismo/vaishnavismo.
O ídolo de Jagannath é um toco de madeira esculpido e decorado com grandes olhos redondos e um rosto simétrico, e o ídolo tem uma notável ausência de mãos ou pernas. Os procedimentos de adoração, sacramentos e rituais associados a Jagannath são sincréticos e incluem ritos incomuns no hinduísmo. De maneira incomum, o ícone é feito de madeira e substituído por um novo em intervalos regulares.
A origem e evolução da adoração de Jagannath não são claras. Alguns estudiosos interpretam o hino 10.155.3 do Rigveda como uma possível origem, mas outros discordam e afirmam que se trata de uma divindade sincrética/sintética com raízes tribais. A palavra inglesa juggernaut foi a tradução para o inglês de "Jagannath" pelos primeiros britânicos na Índia, e passou a significar uma força muito grande e imparável a partir dos relatos das famosas procissões de Ratha Yatra em Puri.
Jagannath é considerada uma divindade não sectária. Ele é significativo regionalmente nos estados indianos de Odisha, Chhattisgarh, Bengala Ocidental, Jharkhand, Bihar, Gujarat, Assam, Manipur e Tripura. Ele também é significativo para os hindus de Bangladesh. O templo Jagannath em Puri, Odisha, é particularmente significativo no Vaishnavismo e é considerado um dos locais de peregrinação Char Dham na Índia. O templo Jagannath é enorme, com mais de 61 metros de altura no estilo de arquitetura Nagara da arquitetura do templo hindu, e um dos melhores exemplares sobreviventes da arquitetura Kalinga, ou seja, arte e arquitetura Odisha. Tem sido um dos principais destinos de peregrinação para os hindus desde cerca de 800 dC.
O festival anual chamado Ratha yatra, celebrado em junho ou julho de cada ano nos estados do leste da Índia, é dedicado a Jagannath. Sua imagem, junto com as outras duas divindades associadas, é cerimoniosamente trazida para fora do sacrosanctum (Garbhagruha) de seu templo principal em Puri (ଶ୍ରୀ ମନ୍ଦିର, Śrī Mandira). Eles são colocados em uma carruagem-templo que é puxado por vários voluntários até o Templo Gundicha (localizado a uma distância de quase 3 km). Eles ficam lá por oito dias e no nono dia retornam ao templo principal. Coincidindo com o festival Ratha Yatra em Puri, procissões semelhantes são organizadas nos templos de Jagannath em todo o mundo. Durante a procissão pública festiva de Jagannath em Puri, milhares de devotos visitam Puri para ver Jagganath na carruagem.